# Madanjeet Singh-prijs
De Madanjeet Singh-prijs is een mensenrechtenprijs van de UNESCO.

## Achtergrond
De prijs is bedoeld om buitengewoon creatieve prestaties te belonen die tolerantie en geweldloosheid hebben bevorderd, waarbij de impact een belangrijke maatstaf is om voor de prijs in aanmerking te komen.
De prijs werd voor het eerst uitgereikt in 1996, volgend op het Jaar van de Tolerantie van de Verenigde Naties in 1995 en de 125e geboortedag van Mahatma Gandhi.
De prijs is gedoteerd met 100.000 dollar die verstrekt wordt door de naamgever van de prijs, Madanjeet Singh.

## Prijsdragers
| Jaar | prijsdrager                                | land        |
| ---- | ------------------------------------------ | ----------- |
| 1996 | Pro-Femmes Twese Hamwe                     | Rwanda      |
| 1998 | Narayan Desai                              | India       |
| 1998 | Joint Action Committee for People's Rights | Pakistan    |
| 2000 | Paus Sjenoeda III van Alexandrië           | Egypte      |
| 2002 | Aung San Suu Kyi                           | Myanmar     |
| 2004 | Taslima Nasreen                            | Bangladesh  |
| 2006 | Veerasingham Anandasangaree                | Sri Lanka   |
| 2009 | François Houtart                           | België      |
| 2009 | Abdul Sattar Edhi                          | Pakistan    |
| 2011 | Anarkali Honaryar                          | Afghanistan |
| 2011 | Khaled Abu Awwad                           | Palestina   |
| 2013 | Ibrahim Ag Idbaltanat                      | Mali        |
| 2013 | Francisco Javier Estevez Valencia          | Chili       |